# 2022-es junior női kézilabda-világbajnokság
A 2022-es junior női kézilabda-világbajnokság a 23. junior női kézilabda-világbajnokság, melyet Szlovéniában rendeztek 2022. június 22-től július 3-ig az IHF égisze alatt.

## Helyszínek
A világbajnokság mérkőzéseit az alábbi 3 helyszínen rendezték:
| Celje                             | Celje Laško |
| Zlatorog Arena Férőhely: 5191     | Celje Laško |
|                                   | Celje Laško |
| Celje                             | Celje Laško |
| Dvorana Golovec Férőhely: 3200    | Celje Laško |
| Laško                             | Celje Laško |
| Dvorana Tri lilije Férőhely: 2500 | Celje Laško |

## Részt vevő csapatok
| Torna                                           | Kvóta | Nemzetek |
| ----------------------------------------------- | ----- | --- |
| Rendező                                         | 1     | Szlovénia |
| 2021-es U19-es Európa-bajnokság                 | 11    | Csehország · Dánia · Franciaország · Horvátország · Magyarország · Németország · Norvégia · Románia · Oroszország · Svájc · Svédország · Szlovákia |
| Európai selejtezők                              | 4     | Ausztria · Hollandia · Lengyelország · Montenegró                                                                                                  |
| 2022-es junior Afrika-kupa                      | 4     | Angola · Egyiptom · Guinea · Tunézia |
| 2022-es junior Ázsia-bajnokság                  | 3     | India · Irán · Kazahsztán |
| További ázsiai résztvevők                       | 2     | Dél-Korea · Japán |
| 2022-es junior Közép- és Dél-Amerikai bajnokság | 4     | Argentína · Brazília · Chile · Paraguay |
| 2022-es junior Észak-Amerikai bajnokság         | 2     | Egyesült Államok · Mexikó |
| Szabadkártya                                    | 1     | Olaszország |

- Az ukrajna elleni orosz invázió miatt a Nemzetközi Kézilabda-szövetség az orosz válogatottat kizárta a tornáról.[1]
- Paraguay visszalépett, helyette Litvánia válogatottja indult a tornán.[2]

### A magyar válogatott
A magyar válogatott 18 fős kerete:
| #  | Név             | Klub                       | Poszt      |
| -- | --------------- | -------------------------- | ---------- |
| 4  | Vámos Míra      | Debreceni VSC              | balszélső  |
| 6  | Juhász Gréta    | Kisvárdai KC               | balátlövő  |
| 7  | Kukely Anna     | Békéscsabai Előre NKSE     | balátlövő  |
| 8  | Mérai Maja      | Kisvárdai KC               | balszélső  |
| 10 | Kajdon Blanka   | Vasas SC                   | irányító   |
| 13 | Farkas Johanna  | Dunaújvárosi Kohász KA     | irányító   |
| 16 | Bukovszky Anna  | Váci NKSE                  | kapus      |
| 18 | Koronczai Petra | MTK Budapest KC            | balátlövő  |
| 19 | Vártok Tamara   | Nemzeti Kézilabda Akadémia | jobbszélső |
| 20 | Faragó Luca     | Vasas SC                   | beálló     |
| 22 | Ballai Borbála  | Váci NKSE                  | balátlövő  |
| 24 | Besszer Borbála | KÖFÉM SC                   | balátlövő  |
| 31 | Török Lilly     | Mosonmagyaróvári KC SE     | beálló     |
| 36 | Mlinkó Zsófia   | Moyra-Budaörs Handball     | irányító   |
| 72 | Zsigmond Panna  | Vasas SC                   | kapus      |
| 83 | Kiss Zsófia     | Érd NK                     | beálló     |
| 88 | Ferenczy Diána  | Ferencvárosi TC            | jobbszélső |
| 91 | Christe Dalma   | Szombathelyi KKA           | kapus      |

- Szövetségi kapitány: Kiss Szilárd
- Edző: Papp György

## Sorsolás
A sorsolást 2022. április 13-án tartották Celjében, Szlovéniában.

### Kiemelés
| 1. kalap                                                                                         | 2. kalap                                                                                 | 3. kalap                                                                         | 4. kalap                                                                                   |
| ------------------------------------------------------------------------------------------------ | ---------------------------------------------------------------------------------------- | -------------------------------------------------------------------------------- | ------------------------------------------------------------------------------------------ |
| Magyarország · Franciaország · India · Svédország · Románia · Dánia · Horvátország · Németország | Norvégia · Csehország · Argentína · Svájc · Szlovákia · Szlovénia · Irán · Lengyelország | Hollandia · Monaco · Angola · Brazília · Kazahsztán · Chile · Egyiptom · Tunézia | Dél-Korea · Japán · Litvánia · Guinea · Mexikó · Egyesült Államok · Ausztria · Olaszország |

## Csoportkör
Az időpontok UTC+2-ben vannak megadva.

### A csoport
| Hely. | Csapat    | M | Gy | D | V | G+  | G–  | Gk  | P | Továbbjutás |
| ----- | --------- | - | -- | - | - | --- | --- | --- | - | ----------- |
| 1.    | Hollandia | 3 | 2  | 1 | 0 | 105 | 74  | +31 | 5 | Középdöntő  |
| 2.    | Japán     | 3 | 2  | 0 | 1 | 100 | 71  | +29 | 4 | Középdöntő  |
| 3.    | Szlovákia | 3 | 1  | 1 | 1 | 103 | 68  | +35 | 3 | Elnöki kupa |
| 4.    | India     | 3 | 0  | 0 | 3 | 52  | 147 | −95 | 0 | Elnöki kupa |

| 2022. június 22. 14:30 | Szlovákia | 17–29       | Japán      | Zlatorog Aréna, Celje Nézőszám: 150 Játékvezetők: Mikelić, Parađina (horvát) |
| 2022. június 22. 14:30 | Vargová 6 | (11–12)     | Ishikawa 6 | Zlatorog Aréna, Celje Nézőszám: 150 Játékvezetők: Mikelić, Parađina (horvát) |
| 2022. június 22. 14:30 | 4× 1×     | Jegyzőkönyv | 1× 4×      | Zlatorog Aréna, Celje Nézőszám: 150 Játékvezetők: Mikelić, Parađina (horvát) |

| 2022. június 22. 20:30 | India     | 18–46       | Hollandia   | Tri Lilije, Laško Játékvezetők: Al-Mawt, Marhoon (bahreini) |
| 2022. június 22. 20:30 | Bhawana 9 | (10–23)     | Steverink 9 | Tri Lilije, Laško Játékvezetők: Al-Mawt, Marhoon (bahreini) |
| 2022. június 22. 20:30 | 3×        | Jegyzőkönyv | 5× 1×       | Tri Lilije, Laško Játékvezetők: Al-Mawt, Marhoon (bahreini) |

| 2022. június 23. 18:30 | Szlovákia | 27–27       | Hollandia   | Zlatorog Aréna, Celje Nézőszám: 200 Játékvezetők: Sosa, Lemes (uruguayi) |
| 2022. június 23. 18:30 | Ščípová 7 | (13–14)     | Molenaar 12 | Zlatorog Aréna, Celje Nézőszám: 200 Játékvezetők: Sosa, Lemes (uruguayi) |
| 2022. június 23. 18:30 | 7× 1×     | Jegyzőkönyv | 5×          | Zlatorog Aréna, Celje Nézőszám: 200 Játékvezetők: Sosa, Lemes (uruguayi) |

| 2022. június 23. 20:30 | Japán  | 42–22       | India     | Zlatorog Aréna, Celje Nézőszám: 20 Játékvezetők: Conberse, Correa (argentin) |
| 2022. június 23. 20:30 | Kita 7 | (17–12)     | Bhawana 7 | Zlatorog Aréna, Celje Nézőszám: 20 Játékvezetők: Conberse, Correa (argentin) |
| 2022. június 23. 20:30 | 4×     | Jegyzőkönyv | 1× 1×     | Zlatorog Aréna, Celje Nézőszám: 20 Játékvezetők: Conberse, Correa (argentin) |

| 2022. június 25. 12:30 | India             | 12–59       | Szlovákia   | Zlatorog Aréna, Celje Nézőszám: 100 Játékvezetők: Al-Zayyat, Awward (jordán) |
| 2022. június 25. 12:30 | Bhawana, Monika 5 | (4–29)      | Györiová 16 | Zlatorog Aréna, Celje Nézőszám: 100 Játékvezetők: Al-Zayyat, Awward (jordán) |
| 2022. június 25. 12:30 | 2×                | Jegyzőkönyv | 2×          | Zlatorog Aréna, Celje Nézőszám: 100 Játékvezetők: Al-Zayyat, Awward (jordán) |

| 2022. június 25. 20:30 | Hollandia   | 32–29       | Japán           | Zlatorog Aréna, Celje Játékvezetők: Sekulić, Jovandić (szerb) |
| 2022. június 25. 20:30 | Molenaar 10 | (16–16)     | Sora Ishikawa 7 | Zlatorog Aréna, Celje Játékvezetők: Sekulić, Jovandić (szerb) |
| 2022. június 25. 20:30 | 4× 1×       | Jegyzőkönyv | 5× 1×           | Zlatorog Aréna, Celje Játékvezetők: Sekulić, Jovandić (szerb) |

### B csoport
| Hely. | Csapat     | M | Gy | D | V | G+  | G– | Gk  | P | Továbbjutás |
| ----- | ---------- | - | -- | - | - | --- | -- | --- | - | ----------- |
| 1.    | Svédország | 3 | 3  | 0 | 0 | 108 | 54 | +54 | 6 | Középdöntő  |
| 2.    | Tunézia    | 3 | 2  | 0 | 1 | 89  | 80 | +9  | 4 | Középdöntő  |
| 3.    | Irán       | 3 | 0  | 1 | 2 | 58  | 81 | −23 | 1 | Elnöki kupa |
| 4.    | Guinea     | 3 | 0  | 1 | 2 | 57  | 97 | −40 | 1 | Elnöki kupa |

| 2022. június 22. 12:30 | Irán      | 19–19       | Guinea  | Tri Lilije, Laško Játékvezetők: Balvan, Praštalo (bosnyák) |
| 2022. június 22. 12:30 | Merikhi 6 | (7–9)       | Sylla 5 | Tri Lilije, Laško Játékvezetők: Balvan, Praštalo (bosnyák) |
| 2022. június 22. 12:30 | 4×        | Jegyzőkönyv | 6× 1×   | Tri Lilije, Laško Játékvezetők: Balvan, Praštalo (bosnyák) |

| 2022. június 22. 16:30 | Svédország | 32–25       | Tunézia             | Zlatorog Aréna, Celje Nézőszám: 150 Játékvezetők: Balvan, Praštalo (bosnyák) |
| 2022. június 22. 16:30 | Mumbongo 7 | (15–12)     | Jenzeri, Ouertani 5 | Zlatorog Aréna, Celje Nézőszám: 150 Játékvezetők: Balvan, Praštalo (bosnyák) |
| 2022. június 22. 16:30 | 3× 1×      | Jegyzőkönyv | 2×                  | Zlatorog Aréna, Celje Nézőszám: 150 Játékvezetők: Balvan, Praštalo (bosnyák) |

| 2022. június 23. 14:30 | Irán      | 24–29       | Tunézia  | Zlatorog Aréna, Celje Nézőszám: 100 Játékvezetők: Lee, Lee (dél-koreai) |
| 2022. június 23. 14:30 | Merikhi 9 | (11–15)     | Limem 10 | Zlatorog Aréna, Celje Nézőszám: 100 Játékvezetők: Lee, Lee (dél-koreai) |
| 2022. június 23. 14:30 | 4× 1×     | Jegyzőkönyv | 4×       | Zlatorog Aréna, Celje Nézőszám: 100 Játékvezetők: Lee, Lee (dél-koreai) |

| 2022. június 23. 16:30 | Guinea          | 14–43       | Svédország | Zlatorog Aréna, Celje Nézőszám: 100 Játékvezetők: Al-Zayyat, Awwad (jordán) |
| 2022. június 23. 16:30 | Diallo, Tolno 3 | (7–17)      | Östblom 7  | Zlatorog Aréna, Celje Nézőszám: 100 Játékvezetők: Al-Zayyat, Awwad (jordán) |
| 2022. június 23. 16:30 | 3×              | Jegyzőkönyv | 4×         | Zlatorog Aréna, Celje Nézőszám: 100 Játékvezetők: Al-Zayyat, Awwad (jordán) |

| 2022. június 25. 12:30 | Tunézia | 35–24       | Guinea          | Tri Lilije, Laško Nézőszám: 60 Játékvezetők: Sosa, Lemes (urugayi) |
| 2022. június 25. 12:30 | Limem 7 | (17–10)     | három játékos 4 | Tri Lilije, Laško Nézőszám: 60 Játékvezetők: Sosa, Lemes (urugayi) |
| 2022. június 25. 12:30 | 3× 1×   | Jegyzőkönyv | 4× 1×           | Tri Lilije, Laško Nézőszám: 60 Játékvezetők: Sosa, Lemes (urugayi) |

| 2022. június 25. 16:30 | Svédország  | 33–15       | Irán          | Zlatorog Aréna, Celje Játékvezetők: Correa, Correa (brazil) |
| 2022. június 25. 16:30 | Petersson 7 | (15–7)      | Zendehboudi 5 | Zlatorog Aréna, Celje Játékvezetők: Correa, Correa (brazil) |
| 2022. június 25. 16:30 | 2×          | Jegyzőkönyv | 4×            | Zlatorog Aréna, Celje Játékvezetők: Correa, Correa (brazil) |

### C csoport
| Hely. | Csapat      | M | Gy | D | V | G+ | G– | Gk  | P | Továbbjutás |
| ----- | ----------- | - | -- | - | - | -- | -- | --- | - | ----------- |
| 1.    | Dánia       | 3 | 3  | 0 | 0 | 88 | 68 | +20 | 6 | Középdöntő  |
| 2.    | Montenegró  | 3 | 2  | 0 | 1 | 80 | 66 | +14 | 4 | Középdöntő  |
| 3.    | Argentína   | 3 | 1  | 0 | 2 | 67 | 84 | −17 | 2 | Elnöki kupa |
| 4.    | Olaszország | 3 | 0  | 0 | 3 | 68 | 85 | −17 | 0 | Elnöki kupa |

| 2022. június 22. 18:30 | Dánia     | 24–20       | Montenegró     | Zlatorog Aréna, Celje Játékvezetők: El-Saied, El-Saied (egyiptomi) |
| 2022. június 22. 18:30 | Wierzba 7 | (12–11)     | Gugač, Kadović | Zlatorog Aréna, Celje Játékvezetők: El-Saied, El-Saied (egyiptomi) |
| 2022. június 22. 18:30 | 3×        | Jegyzőkönyv | 4× 2×          | Zlatorog Aréna, Celje Játékvezetők: El-Saied, El-Saied (egyiptomi) |

| 2022. június 22. 18:30 | Argentína | 25–20       | Olaszország              | Tri Lilije, Laško Játékvezetők: Mahmoud, El-Beltagy (egyiptomi) |
| 2022. június 22. 18:30 | Frelier 6 | (11–8)      | Eghianruwa, Manojlovic 3 | Tri Lilije, Laško Játékvezetők: Mahmoud, El-Beltagy (egyiptomi) |
| 2022. június 22. 18:30 | 2×        | Jegyzőkönyv | 3× 1×                    | Tri Lilije, Laško Játékvezetők: Mahmoud, El-Beltagy (egyiptomi) |

| 2022. június 23. 14:30 | Argentína     | 20–31       | Montenegró | Dvorana Golovec, Celje Nézőszám: 50 Játékvezetők: Braseth, Sundet (norvég) |
| 2022. június 23. 14:30 | Rivadeneira 5 | (10–11)     | Kadović 10 | Dvorana Golovec, Celje Nézőszám: 50 Játékvezetők: Braseth, Sundet (norvég) |
| 2022. június 23. 14:30 | 2×            | Jegyzőkönyv | 6× 1×      | Dvorana Golovec, Celje Nézőszám: 50 Játékvezetők: Braseth, Sundet (norvég) |

| 2022. június 23. 18:30 | Olaszország | 26–31       | Dánia     | Dvorana Golovec, Celje Nézőszám: 50 Játékvezetők: Al-Mawt, Marhook (bahreini) |
| 2022. június 23. 18:30 | Fabbo 7     | (16–19)     | Wierzba 6 | Dvorana Golovec, Celje Nézőszám: 50 Játékvezetők: Al-Mawt, Marhook (bahreini) |
| 2022. június 23. 18:30 | 2×          | Jegyzőkönyv | 3× 1×     | Dvorana Golovec, Celje Nézőszám: 50 Játékvezetők: Al-Mawt, Marhook (bahreini) |

| 2022. június 25. 14:30 | Montenegró          | 29–22       | Olaszország  | Tri Lilije, Laško Játékvezetők: Faraj, Taqi (kuvaiti) |
| 2022. június 25. 14:30 | Kadović, Marsenić 6 | (13–11)     | Eghianruwa 8 | Tri Lilije, Laško Játékvezetők: Faraj, Taqi (kuvaiti) |
| 2022. június 25. 14:30 | 3×                  | Jegyzőkönyv | 1× 1×        | Tri Lilije, Laško Játékvezetők: Faraj, Taqi (kuvaiti) |

| 2022. június 25. 18:30 | Dánia           | 33–22       | Argentína | Zlatorog Aréna, Celje Játékvezetők: Bolic, Hurich (osztrák) |
| 2022. június 25. 18:30 | három játékos 6 | (19–12)     | Ojea 5    | Zlatorog Aréna, Celje Játékvezetők: Bolic, Hurich (osztrák) |
| 2022. június 25. 18:30 | 5×              | Jegyzőkönyv | 1×        | Zlatorog Aréna, Celje Játékvezetők: Bolic, Hurich (osztrák) |

### D csoport
| Hely. | Csapat        | M | Gy | D | V | G+  | G– | Gk  | P | Továbbjutás |
| ----- | ------------- | - | -- | - | - | --- | -- | --- | - | ----------- |
| 1.    | Franciaország | 3 | 2  | 1 | 0 | 105 | 73 | +32 | 5 | Középdöntő  |
| 2.    | Norvégia      | 3 | 2  | 1 | 0 | 92  | 80 | +12 | 5 | Középdöntő  |
| 3.    | Dél-Korea     | 3 | 1  | 0 | 2 | 71  | 82 | −11 | 2 | Elnöki kupa |
| 4.    | Brazília      | 3 | 0  | 0 | 3 | 64  | 97 | −33 | 0 | Elnöki kupa |

| 2022. június 22. 15:30 | Norvégia   | 26–22       | Dél-Korea | Dvorana Golovec, Celje Nézőszám: 100 Játékvezetők: Sekulić, Jovandić (szerb) |
| 2022. június 22. 15:30 | Andersen 5 | (13–11)     | Lee W. 6  | Dvorana Golovec, Celje Nézőszám: 100 Játékvezetők: Sekulić, Jovandić (szerb) |
| 2022. június 22. 15:30 | 7× 1×      | Jegyzőkönyv | 5×        | Dvorana Golovec, Celje Nézőszám: 100 Játékvezetők: Sekulić, Jovandić (szerb) |

| 2022. június 22. 20:30 | Franciaország | 37–18       | Brazília | Dvorana Golovec, Celje Nézőszám: 50 Játékvezetők: Bolic, Hurich (osztrák) |
| 2022. június 22. 20:30 | Tshimanga 7   | (20–9)      | Bastos 5 | Dvorana Golovec, Celje Nézőszám: 50 Játékvezetők: Bolic, Hurich (osztrák) |
| 2022. június 22. 20:30 | 1×            | Jegyzőkönyv | 3×       | Dvorana Golovec, Celje Nézőszám: 50 Játékvezetők: Bolic, Hurich (osztrák) |

| 2022. június 23. 16:30 | Norvégia   | 32–24       | Brazília | Dvorana Golovec, Celje Nézőszám: 50 Játékvezetők: Covalciuc, Covalciuc (moldáv) |
| 2022. június 23. 16:30 | Amundsen 5 | (17–13)     | Couto 9  | Dvorana Golovec, Celje Nézőszám: 50 Játékvezetők: Covalciuc, Covalciuc (moldáv) |
| 2022. június 23. 16:30 |            | Jegyzőkönyv | 3×       | Dvorana Golovec, Celje Nézőszám: 50 Játékvezetők: Covalciuc, Covalciuc (moldáv) |

| 2022. június 23. 20:30 | Dél-Korea | 21–34       | Franciaország | Dvorana Golovec, Celje Nézőszám: 50 Játékvezetők: Konjičanin, Konjičanin (bosnyák) |
| 2022. június 23. 20:30 | Lee Y. 6  | (7–18)      | Bouktit 7     | Dvorana Golovec, Celje Nézőszám: 50 Játékvezetők: Konjičanin, Konjičanin (bosnyák) |
| 2022. június 23. 20:30 | 2× 1×     | Jegyzőkönyv | 1×            | Dvorana Golovec, Celje Nézőszám: 50 Játékvezetők: Konjičanin, Konjičanin (bosnyák) |

| 2022. június 25. 12:30 | Brazília   | 22–28       | Dél-Korea  | Dvorana Golovec, Celje Nézőszám: 50 Játékvezetők: Hannes, Hannes (német) |
| 2022. június 25. 12:30 | Ferreira 5 | (10–13)     | Choi, Ji 6 | Dvorana Golovec, Celje Nézőszám: 50 Játékvezetők: Hannes, Hannes (német) |
| 2022. június 25. 12:30 | 3×         | Jegyzőkönyv | 3×         | Dvorana Golovec, Celje Nézőszám: 50 Játékvezetők: Hannes, Hannes (német) |

| 2022. június 25. 14:30 | Franciaország          | 34–34       | Norvégia  | Dvorana Golovec, Celje Nézőszám: 70 Játékvezetők: El-Saied, El-Saied (egyiptomi) |
| 2022. június 25. 14:30 | Grandveau, Tshimanga 8 | (15–20)     | Sæteren 6 | Dvorana Golovec, Celje Nézőszám: 70 Játékvezetők: El-Saied, El-Saied (egyiptomi) |
| 2022. június 25. 14:30 | 3×                     | Jegyzőkönyv | 4× 1×     | Dvorana Golovec, Celje Nézőszám: 70 Játékvezetők: El-Saied, El-Saied (egyiptomi) |

### E csoport
| Hely. | Csapat     | M | Gy | D | V | G+ | G– | Gk  | P | Továbbjutás |
| ----- | ---------- | - | -- | - | - | -- | -- | --- | - | ----------- |
| 1.    | Angola     | 3 | 2  | 0 | 1 | 90 | 69 | +21 | 4 | Középdöntő  |
| 2.    | Csehország | 3 | 2  | 0 | 1 | 90 | 77 | +13 | 4 | Középdöntő  |
| 3.    | Románia    | 3 | 2  | 0 | 1 | 80 | 75 | +5  | 4 | Elnöki kupa |
| 4.    | Litvánia   | 3 | 0  | 0 | 3 | 54 | 93 | −39 | 0 | Elnöki kupa |

| 2022. június 22. 12:30 | Románia | 26–23       | Angola  | Zlatorog Aréna, Celje Játékvezetők: Paolantoni, García (argentin) |
| 2022. június 22. 12:30 | Mihai 6 | (12–10)     | Mario 6 | Zlatorog Aréna, Celje Játékvezetők: Paolantoni, García (argentin) |
| 2022. június 22. 12:30 | 3× 2×   | Jegyzőkönyv | 5×      | Zlatorog Aréna, Celje Játékvezetők: Paolantoni, García (argentin) |

| 2022. június 22. 13:30 | Csehország  | 33–16       | Litvánia                                  | Dvorana Golovec, Celje Játékvezetők: Braseth, Sundet (norvég) |
| 2022. június 22. 13:30 | Cholevová 9 | (19–7)      | Dominyka Andronik, Gabija Pilikauskaitė 4 | Dvorana Golovec, Celje Játékvezetők: Braseth, Sundet (norvég) |
| 2022. június 22. 13:30 | 7× 1×       | Jegyzőkönyv | 2×                                        | Dvorana Golovec, Celje Játékvezetők: Braseth, Sundet (norvég) |

| 2022. június 24. 12:30 | Csehország   | 25–36       | Angola  | Dvorana Golovec, Celje Nézőszám: 50 Játékvezetők: Sekulić, Jovandić (szerb) |
| 2022. június 24. 12:30 | Cholevová 10 | (13–16)     | Mario 7 | Dvorana Golovec, Celje Nézőszám: 50 Játékvezetők: Sekulić, Jovandić (szerb) |
| 2022. június 24. 12:30 | 2×           | Jegyzőkönyv | 8×      | Dvorana Golovec, Celje Nézőszám: 50 Játékvezetők: Sekulić, Jovandić (szerb) |

| 2022. június 24. 14:30 | Litvánia        | 20–29       | Románia  | Dvorana Golovec, Celje Nézőszám: 60 Játékvezetők: Mikelić, Parađina (horvát) |
| 2022. június 24. 14:30 | Pilikauskaitė 5 | (11–10)     | Necula 5 | Dvorana Golovec, Celje Nézőszám: 60 Játékvezetők: Mikelić, Parađina (horvát) |
| 2022. június 24. 14:30 | 2×              | Jegyzőkönyv | 2× 1×    | Dvorana Golovec, Celje Nézőszám: 60 Játékvezetők: Mikelić, Parađina (horvát) |

| 2022. június 25. 10:30 | Angola   | 31–18       | Litvánia         | Dvorana Golovec, Celje Nézőszám: 40 Játékvezetők: Conberse, Correa (argentin) |
| 2022. június 25. 10:30 | Marcos 6 | (14–9)      | Voskresenskaja 6 | Dvorana Golovec, Celje Nézőszám: 40 Játékvezetők: Conberse, Correa (argentin) |
| 2022. június 25. 10:30 | 7× 1×    | Jegyzőkönyv | 1×               | Dvorana Golovec, Celje Nézőszám: 40 Játékvezetők: Conberse, Correa (argentin) |

| 2022. június 25. 16:30 | Románia | 25–32       | Csehország  | Dvorana Golovec, Celje Nézőszám: 100 Játékvezetők: Gasmi, Gasmi (francia) |
| 2022. június 25. 16:30 | Țîrle 5 | (14–14)     | Cholevová 8 | Dvorana Golovec, Celje Nézőszám: 100 Játékvezetők: Gasmi, Gasmi (francia) |
| 2022. június 25. 16:30 | 2×      | Jegyzőkönyv | 2×          | Dvorana Golovec, Celje Nézőszám: 100 Játékvezetők: Gasmi, Gasmi (francia) |

### F csoport
| Hely. | Csapat        | M | Gy | D | V | G+  | G–  | Gk  | P | Továbbjutás |
| ----- | ------------- | - | -- | - | - | --- | --- | --- | - | ----------- |
| 1.    | Németország   | 3 | 3  | 0 | 0 | 109 | 53  | +56 | 6 | Középdöntő  |
| 2.    | Szlovénia (R) | 3 | 2  | 0 | 1 | 87  | 58  | +29 | 4 | Középdöntő  |
| 3.    | Chile         | 3 | 1  | 0 | 2 | 62  | 97  | −35 | 2 | Elnöki kupa |
| 4.    | Mexikó        | 3 | 0  | 0 | 3 | 60  | 110 | −50 | 0 | Elnöki kupa |

| 2022. június 22. 11:30 | Németország | 40–18       | Chile           | Dvorana Golovec, Celje Játékvezetők: Faraj, Taqi (kuvaiti) |
| 2022. június 22. 11:30 | Jörgens 10  | (22–9)      | három játékos 3 | Dvorana Golovec, Celje Játékvezetők: Faraj, Taqi (kuvaiti) |
| 2022. június 22. 11:30 | 7× 1×       | Jegyzőkönyv |                 | Dvorana Golovec, Celje Játékvezetők: Faraj, Taqi (kuvaiti) |

| 2022. június 22. 18:30 | Szlovénia | 37–18       | Mexikó    | Dvorana Golovec, Celje Nézőszám: 400 Játékvezetők: Gasmi, Gasmi (francia) |
| 2022. június 22. 18:30 | Novak 10  | (23–8)      | Verdugo 5 | Dvorana Golovec, Celje Nézőszám: 400 Játékvezetők: Gasmi, Gasmi (francia) |
| 2022. június 22. 18:30 | 1×        | Jegyzőkönyv | 5×        | Dvorana Golovec, Celje Nézőszám: 400 Játékvezetők: Gasmi, Gasmi (francia) |

| 2022. június 24. 16:30 | Mexikó  | 14–42       | Németország        | Dvorana Golovec, Celje Nézőszám: 55 Játékvezetők: Lee, Lee (dél-koreai) |
| 2022. június 24. 16:30 | Govea 8 | (7–22)      | Tietjen, Ziercke 7 | Dvorana Golovec, Celje Nézőszám: 55 Játékvezetők: Lee, Lee (dél-koreai) |
| 2022. június 24. 16:30 | 3×      | Jegyzőkönyv | 3×                 | Dvorana Golovec, Celje Nézőszám: 55 Játékvezetők: Lee, Lee (dél-koreai) |

| 2022. június 24. 18:30 | Szlovénia | 29–13       | Chile      | Dvorana Golovec, Celje Nézőszám: 300 Játékvezetők: Mahmoud, El-Beltagy (egyiptomi) |
| 2022. június 24. 18:30 | Novak 6   | (15–7)      | Carrasco 3 | Dvorana Golovec, Celje Nézőszám: 300 Játékvezetők: Mahmoud, El-Beltagy (egyiptomi) |
| 2022. június 24. 18:30 | 4× 2×     | Jegyzőkönyv | 2×         | Dvorana Golovec, Celje Nézőszám: 300 Játékvezetők: Mahmoud, El-Beltagy (egyiptomi) |

| 2022. június 25. 18:30 | Németország | 27–21       | Szlovénia  | Dvorana Golovec, Celje Nézőszám: 400 Játékvezetők: Paolantoni, García (argentin) |
| 2022. június 25. 18:30 | Engel 7     | (14–10)     | Barukčić 5 | Dvorana Golovec, Celje Nézőszám: 400 Játékvezetők: Paolantoni, García (argentin) |
| 2022. június 25. 18:30 | 5×          | Jegyzőkönyv | 5× 2×      | Dvorana Golovec, Celje Nézőszám: 400 Játékvezetők: Paolantoni, García (argentin) |

| 2022. június 25. 20:30 | Chile         | 31–28       | Mexikó     | Dvorana Golovec, Celje Nézőszám: 20 Játékvezetők: Al-Mawt, Marhoon (bahreini) |
| 2022. június 25. 20:30 | De La Barra 9 | (17–13)     | Verdugo 10 | Dvorana Golovec, Celje Nézőszám: 20 Játékvezetők: Al-Mawt, Marhoon (bahreini) |
| 2022. június 25. 20:30 | 1× 1×         | Jegyzőkönyv | 3× 1×      | Dvorana Golovec, Celje Nézőszám: 20 Játékvezetők: Al-Mawt, Marhoon (bahreini) |

### G csoport
| Hely. | Csapat       | M | Gy | D | V | G+ | G–  | Gk  | P | Továbbjutás |
| ----- | ------------ | - | -- | - | - | -- | --- | --- | - | ----------- |
| 1.    | Horvátország | 3 | 2  | 0 | 1 | 97 | 63  | +34 | 4 | Középdöntő  |
| 2.    | Svájc        | 3 | 2  | 0 | 1 | 91 | 75  | +16 | 4 | Középdöntő  |
| 3.    | Ausztria     | 3 | 2  | 0 | 1 | 98 | 84  | +14 | 4 | Elnöki kupa |
| 4.    | Kazahsztán   | 3 | 0  | 0 | 3 | 54 | 118 | −64 | 0 | Elnöki kupa |

| 2022. június 22. 14:30 | Horvátország   | 36–15       | Kazahsztán                | Tri Lilije, Laško Játékvezetők: Budzák, Záhradník (szlovák) |
| 2022. június 22. 14:30 | Brkić, Zrnić 6 | (18–6)      | Sabirzhankizi, Zvjagina 6 | Tri Lilije, Laško Játékvezetők: Budzák, Záhradník (szlovák) |
| 2022. június 22. 14:30 | 2×             | Jegyzőkönyv | 2× 1×                     | Tri Lilije, Laško Játékvezetők: Budzák, Záhradník (szlovák) |

| 2022. június 22. 16:30 | Svájc      | 26–33       | Ausztria  | Tri Lilije, Laško Játékvezetők: Konjičanin, Konjičanin (bosnyák) |
| 2022. június 22. 16:30 | Albrecht 6 | (10–18)     | Dramac 14 | Tri Lilije, Laško Játékvezetők: Konjičanin, Konjičanin (bosnyák) |
| 2022. június 22. 16:30 | 3×         | Jegyzőkönyv | 4×        | Tri Lilije, Laško Játékvezetők: Konjičanin, Konjičanin (bosnyák) |

| 2022. június 24. 18:30 | Ausztria  | 26–40       | Horvátország | Zlatorog Aréna, Celje Játékvezetők: Gasmi, Gasmi (francia) |
| 2022. június 24. 18:30 | Dramac 12 | (9–20)      | Zrnić 8      | Zlatorog Aréna, Celje Játékvezetők: Gasmi, Gasmi (francia) |
| 2022. június 24. 18:30 | 3×        | Jegyzőkönyv | 3× 2×        | Zlatorog Aréna, Celje Játékvezetők: Gasmi, Gasmi (francia) |

| 2022. június 24. 20:30 | Svájc      | 43–21       | Kazahsztán | Zlatorog Aréna, Celje Játékvezetők: Correa, Correa (brazil |
| 2022. június 24. 20:30 | Albrecht 9 | (19–12)     | Zvjagina 7 | Zlatorog Aréna, Celje Játékvezetők: Correa, Correa (brazil |
| 2022. június 24. 20:30 | 1×         | Jegyzőkönyv | 2×         | Zlatorog Aréna, Celje Játékvezetők: Correa, Correa (brazil |

| 2022. június 25. 16:30 | Kazahsztán | 18–39       | Ausztria | Tri Lilije, Laško Nézőszám: 100 Játékvezetők: Braseth, Sundet (norvég) |
| 2022. június 25. 16:30 | Zvjagina 8 | (10–17)     | Spalt 8  | Tri Lilije, Laško Nézőszám: 100 Játékvezetők: Braseth, Sundet (norvég) |
| 2022. június 25. 16:30 | 1×         | Jegyzőkönyv | 2×       | Tri Lilije, Laško Nézőszám: 100 Játékvezetők: Braseth, Sundet (norvég) |

| 2022. június 25. 18:30 | Horvátország | 21–22       | Svájc      | Tri Lilije, Laško Játékvezetők: Covalciuc, Covalciuc (moldáv) |
| 2022. június 25. 18:30 | Zrnić 6      | (11–12)     | Litscher 6 | Tri Lilije, Laško Játékvezetők: Covalciuc, Covalciuc (moldáv) |
| 2022. június 25. 18:30 | 3×           | Jegyzőkönyv | 2× 1×      | Tri Lilije, Laško Játékvezetők: Covalciuc, Covalciuc (moldáv) |

### H csoport
| Hely. | Csapat           | M | Gy | D | V | G+  | G–  | Gk  | P | Továbbjutás |
| ----- | ---------------- | - | -- | - | - | --- | --- | --- | - | ----------- |
| 1.    | Magyarország     | 3 | 3  | 0 | 0 | 115 | 41  | +74 | 6 | Középdöntő  |
| 2.    | Egyiptom         | 3 | 2  | 0 | 1 | 81  | 75  | +6  | 4 | Középdöntő  |
| 3.    | Lengyelország    | 3 | 1  | 0 | 2 | 78  | 71  | +7  | 2 | Elnöki kupa |
| 4.    | Egyesült Államok | 3 | 0  | 0 | 3 | 30  | 117 | −87 | 0 | Elnöki kupa |

| 2022. június 22. 10:30 | Lengyelország  | 37–14       | Egyesült Államok | Zlatorg Arena, Celje Nézőszám: 100 Játékvezetők: Al-Zayyat, Awwad (JOR) |
| 2022. június 22. 10:30 | Niewiadomska 9 | (18–9)      | Nesper 5         | Zlatorg Arena, Celje Nézőszám: 100 Játékvezetők: Al-Zayyat, Awwad (JOR) |
| 2022. június 22. 10:30 | 7× 2×          | Jegyzőkönyv | 2× 2×            | Zlatorg Arena, Celje Nézőszám: 100 Játékvezetők: Al-Zayyat, Awwad (JOR) |

| 2022. június 22. 20:30 | Magyarország | 39–20       | Egyiptom                 | Zlatorg Arena, Celje Nézőszám: 150 Játékvezetők: Correa, Correa (BRA) |
| 2022. június 22. 20:30 | Vámos 9      | (18–10)     | M. Ibrahim, N. Ibrahim 5 | Zlatorg Arena, Celje Nézőszám: 150 Játékvezetők: Correa, Correa (BRA) |
| 2022. június 22. 20:30 | 5× 1×        | Jegyzőkönyv | 3×                       | Zlatorg Arena, Celje Nézőszám: 150 Játékvezetők: Correa, Correa (BRA) |

| 2022. június 24. 14:30 | Lengyelország | 25–27       | Egyiptom | Zlatorg Arena, Celje Nézőszám: 100 Játékvezetők: Budzák, Záhradník (SVK) |
| 2022. június 24. 14:30 | Jureńczyk 6   | (14–14)     | Seoudy 7 | Zlatorg Arena, Celje Nézőszám: 100 Játékvezetők: Budzák, Záhradník (SVK) |
| 2022. június 24. 14:30 | 5×            | Jegyzőkönyv | 3×       | Zlatorg Arena, Celje Nézőszám: 100 Játékvezetők: Budzák, Záhradník (SVK) |

| 2022. június 24. 16:30 | Egyesült Államok | 5–46        | Magyarország | Zlatorg Arena, Celje Nézőszám: 50 Játékvezetők: Faraj, Taqi (KUW) |
| 2022. június 24. 16:30 | Monroy 2         | (2–23)      | Mlinkó 10    | Zlatorg Arena, Celje Nézőszám: 50 Játékvezetők: Faraj, Taqi (KUW) |
| 2022. június 24. 16:30 | 3×               | Jegyzőkönyv | 3× 1×        | Zlatorg Arena, Celje Nézőszám: 50 Játékvezetők: Faraj, Taqi (KUW) |

| 2022. június 25. 14:30 | Magyarország | 30–16       | Lengyelország          | Zlatorg Arena, Celje Nézőszám: 150 Játékvezetők: Konjičanin, Konjičanin (BIH) |
| 2022. június 25. 14:30 | Farkas 7     | (14–11)     | Kopańska, Szczukocka 3 | Zlatorg Arena, Celje Nézőszám: 150 Játékvezetők: Konjičanin, Konjičanin (BIH) |
| 2022. június 25. 14:30 | 6×           | Jegyzőkönyv | 2×                     | Zlatorg Arena, Celje Nézőszám: 150 Játékvezetők: Konjičanin, Konjičanin (BIH) |

| 2022. június 25. 20:30 | Egyiptom  | 34–11       | Egyesült Államok | Tri Lilije, Laško Nézőszám: 120 Játékvezetők: Balvan, Praštalo (BIH) |
| 2022. június 25. 20:30 | Ibrahim 6 | (18–6)      | Nesper 7         | Tri Lilije, Laško Nézőszám: 120 Játékvezetők: Balvan, Praštalo (BIH) |
| 2022. június 25. 20:30 | 3×        | Jegyzőkönyv | 3× 1×            | Tri Lilije, Laško Nézőszám: 120 Játékvezetők: Balvan, Praštalo (BIH) |

## Elnöki kupa

### 1. csoport
| Hely. | Csapat    | M | Gy | D | V | G+  | G–  | Gk  | P | Továbbjutás |
| ----- | --------- | - | -- | - | - | --- | --- | --- | - | ----------- |
| 1.    | Szlovákia | 3 | 3  | 0 | 0 | 127 | 57  | +70 | 6 | 17–20. hely |
| 2.    | Guinea    | 3 | 1  | 1 | 1 | 82  | 87  | −5  | 3 | 21–24. hely |
| 3.    | India     | 3 | 1  | 0 | 2 | 80  | 129 | −49 | 2 | 25–28. hely |
| 4.    | Irán      | 3 | 0  | 1 | 2 | 71  | 87  | −16 | 1 | 29–32. hely |

### 2. csoport
| Hely. | Csapat      | M | Gy | D | V | G+  | G– | Gk  | P | Továbbjutás |
| ----- | ----------- | - | -- | - | - | --- | -- | --- | - | ----------- |
| 1.    | Dél-Korea   | 3 | 3  | 0 | 0 | 101 | 73 | +28 | 6 | 17–20. hely |
| 2.    | Brazília    | 3 | 2  | 0 | 1 | 72  | 75 | −3  | 4 | 21–24. hely |
| 3.    | Argentína   | 3 | 1  | 0 | 2 | 74  | 85 | −11 | 2 | 25–28. hely |
| 4.    | Olaszország | 3 | 0  | 0 | 3 | 69  | 83 | −14 | 0 | 29–32. hely |

### 3. csoport
| Hely. | Csapat   | M | Gy | D | V | G+  | G–  | Gk  | P | Továbbjutás |
| ----- | -------- | - | -- | - | - | --- | --- | --- | - | ----------- |
| 1.    | Románia  | 3 | 3  | 0 | 0 | 110 | 55  | +55 | 6 | 17–20. hely |
| 2.    | Litvánia | 3 | 2  | 0 | 1 | 91  | 66  | +25 | 4 | 21–24. hely |
| 3.    | Chile    | 3 | 1  | 0 | 2 | 63  | 103 | −40 | 2 | 25–28. hely |
| 4.    | Mexikó   | 3 | 0  | 0 | 3 | 68  | 108 | −40 | 0 | 29–32. hely |

### 4. csoport
| Hely. | Csapat           | M | Gy | D | V | G+  | G–  | Gk  | P | Továbbjutás |
| ----- | ---------------- | - | -- | - | - | --- | --- | --- | - | ----------- |
| 1.    | Lengyelország    | 3 | 3  | 0 | 0 | 112 | 68  | +44 | 6 | 17–20. hely |
| 2.    | Ausztria         | 3 | 2  | 0 | 1 | 100 | 61  | +39 | 4 | 21–24. hely |
| 3.    | Kazahsztán       | 3 | 1  | 0 | 2 | 77  | 107 | −30 | 2 | 25–28. hely |
| 4.    | Egyesült Államok | 3 | 0  | 0 | 3 | 50  | 103 | −53 | 0 | 29–32. hely |

## Középdöntő

### 1. csoport
| Hely. | Csapat     | M | Gy | D | V | G+ | G–  | Gk  | P | Továbbjutás    |
| ----- | ---------- | - | -- | - | - | -- | --- | --- | - | -------------- |
| 1.    | Hollandia  | 3 | 3  | 0 | 0 | 96 | 76  | +20 | 6 | Negyeddöntő    |
| 2.    | Svédország | 3 | 2  | 0 | 1 | 94 | 69  | +25 | 4 | Negyeddöntő    |
| 3.    | Japán      | 3 | 1  | 0 | 2 | 84 | 96  | −12 | 2 | 9–12. helyért  |
| 4.    | Tunézia    | 3 | 0  | 0 | 3 | 74 | 107 | −33 | 0 | 13–16. helyért |

| 2022. június 26. 18:30 | Hollandia | 41–25       | Tunézia                  | Zlatorog Arena, Celje Nézőszám: 100 Játékvezetők: Lee, Lee (KOR) |
| 2022. június 26. 18:30 | Daleman 9 | (20–11)     | Ben Hassine, Chandarli 6 | Zlatorog Arena, Celje Nézőszám: 100 Játékvezetők: Lee, Lee (KOR) |
| 2022. június 26. 18:30 | 2× 1×     | Jegyzőkönyv | 4×                       | Zlatorog Arena, Celje Nézőszám: 100 Játékvezetők: Lee, Lee (KOR) |

| 2022. június 26. 20:30 | Svédország | 40–21       | Japán      | Zlatorog Arena, Celje Nézőszám: 150 Játékvezetők: Sosa, Lemes (URU) |
| 2022. június 26. 20:30 | Axnér 10   | (22–11)     | Ishikawa 8 | Zlatorog Arena, Celje Nézőszám: 150 Játékvezetők: Sosa, Lemes (URU) |
| 2022. június 26. 20:30 | 1×         | Jegyzőkönyv | 2× 1×      | Zlatorog Arena, Celje Nézőszám: 150 Játékvezetők: Sosa, Lemes (URU) |

| 2022. június 28. 14:30 | Hollandia  | 23–22       | Svédország | Zlatorog Arena, Celje Nézőszám: 120 Játékvezetők: Covalciuc, Covalciuc (MDA) |
| 2022. június 28. 14:30 | Molenaar 6 | (10–12)     | Axnér 8    | Zlatorog Arena, Celje Nézőszám: 120 Játékvezetők: Covalciuc, Covalciuc (MDA) |
| 2022. június 28. 14:30 | 2× 2×      | Jegyzőkönyv | 4× 1×      | Zlatorog Arena, Celje Nézőszám: 120 Játékvezetők: Covalciuc, Covalciuc (MDA) |

| 2022. június 28. 16:30 | Japán      | 34–24       | Tunézia        | Zlatorog Arena, Celje Nézőszám: 100 Játékvezetők: Bolic, Hurich (AUT) |
| 2022. június 28. 16:30 | Ishikawa 7 | (14–10)     | Ben Hassine 10 | Zlatorog Arena, Celje Nézőszám: 100 Játékvezetők: Bolic, Hurich (AUT) |
| 2022. június 28. 16:30 | 5×         | Jegyzőkönyv | 1× 1×          | Zlatorog Arena, Celje Nézőszám: 100 Játékvezetők: Bolic, Hurich (AUT) |

### 2. csoport
| Hely. | Csapat        | M | Gy | D | V | G+  | G– | Gk | P | Továbbjutás    |
| ----- | ------------- | - | -- | - | - | --- | -- | -- | - | -------------- |
| 1.    | Norvégia      | 3 | 2  | 1 | 0 | 101 | 92 | +9 | 5 | Negyeddöntő    |
| 2.    | Dánia         | 3 | 1  | 1 | 1 | 75  | 74 | +1 | 3 | Negyeddöntő    |
| 3.    | Montenegró    | 3 | 1  | 0 | 2 | 71  | 80 | −9 | 2 | 9–12. helyért  |
| 4.    | Franciaország | 3 | 0  | 2 | 1 | 77  | 78 | −1 | 2 | 13–16. helyért |

1. 1 2  Franciaország 24–25 Montenegró

| 2022. június 26. 18:30 | Dánia           | 32–35       | Norvégia | Dvorana Golovec, Celje Nézőszám: 100 Játékvezetők: Konjičanin, Konjičanin (BIH) |
| 2022. június 26. 18:30 | három játékos 8 | (16–18)     | Rohne 11 | Dvorana Golovec, Celje Nézőszám: 100 Játékvezetők: Konjičanin, Konjičanin (BIH) |
| 2022. június 26. 18:30 | 1×              | Jegyzőkönyv | 2×       | Dvorana Golovec, Celje Nézőszám: 100 Játékvezetők: Konjičanin, Konjičanin (BIH) |

| 2022. június 26. 20:30 | Franciaország | 24–25       | Montenegró | Dvorana Golovec, Celje Nézőszám: 70 Játékvezetők: Paolantoni, García (ARG) |
| 2022. június 26. 20:30 | Grandveau 5   | (11–12)     | Marsenić 7 | Dvorana Golovec, Celje Nézőszám: 70 Játékvezetők: Paolantoni, García (ARG) |
| 2022. június 26. 20:30 | 3×            | Jegyzőkönyv | 6× 1×      | Dvorana Golovec, Celje Nézőszám: 70 Játékvezetők: Paolantoni, García (ARG) |

| 2022. június 28. 14:30 | Dánia   | 19–19       | Franciaország | Dvorana Golovec, Celje Nézőszám: 85 Játékvezetők: Sekulić, Jovandić (SRB) |
| 2022. június 28. 14:30 | Skott 5 | (11–11)     | Bouktit 4     | Dvorana Golovec, Celje Nézőszám: 85 Játékvezetők: Sekulić, Jovandić (SRB) |
| 2022. június 28. 14:30 | 1×      | Jegyzőkönyv | 3×            | Dvorana Golovec, Celje Nézőszám: 85 Játékvezetők: Sekulić, Jovandić (SRB) |

| 2022. június 28. 16:30 | Montenegró | 26–32       | Norvégia  | Dvorana Golovec, Celje Nézőszám: 120 Játékvezetők: Budzák, Záhradník (SVK) |
| 2022. június 28. 16:30 | Marsenić 9 | (10–13)     | Iversen 7 | Dvorana Golovec, Celje Nézőszám: 120 Játékvezetők: Budzák, Záhradník (SVK) |
| 2022. június 28. 16:30 | 4× 2× 1×   | Jegyzőkönyv | 2×        | Dvorana Golovec, Celje Nézőszám: 120 Játékvezetők: Budzák, Záhradník (SVK) |

### 3. csoport
| Hely. | Csapat        | M | Gy | D | V | G+ | G– | Gk  | P | Továbbjutás    |
| ----- | ------------- | - | -- | - | - | -- | -- | --- | - | -------------- |
| 1.    | Németország   | 3 | 2  | 0 | 1 | 80 | 66 | +14 | 4 | Negyeddöntő    |
| 2.    | Angola        | 3 | 2  | 0 | 1 | 82 | 79 | +3  | 4 | Negyeddöntő    |
| 3.    | Csehország    | 3 | 2  | 0 | 1 | 75 | 79 | −4  | 4 | 9–12. helyért  |
| 4.    | Szlovénia (R) | 3 | 0  | 0 | 3 | 65 | 78 | −13 | 0 | 13–16. helyért |

| 2022. június 27. 18:30 | Angola    | 25–21       | Szlovénia | Dvorana Golovec, Celje Nézőszám: 300 Játékvezetők: Gasmi, Gasmi (FRA) |
| 2022. június 27. 18:30 | Pascoal 8 | (17–7)      | Novak 6   | Dvorana Golovec, Celje Nézőszám: 300 Játékvezetők: Gasmi, Gasmi (FRA) |
| 2022. június 27. 18:30 | 6× 1×     | Jegyzőkönyv | 1× 1×     | Dvorana Golovec, Celje Nézőszám: 300 Játékvezetők: Gasmi, Gasmi (FRA) |

| 2022. június 27. 20:30 | Németország | 20–24       | Csehország  | Dvorana Golovec, Celje Nézőszám: 100 Játékvezetők: Braseth, Sundet (NOR) |
| 2022. június 27. 20:30 | Engel 6     | (14–14)     | Cholevová 8 | Dvorana Golovec, Celje Nézőszám: 100 Játékvezetők: Braseth, Sundet (NOR) |
| 2022. június 27. 20:30 | 2×          | Jegyzőkönyv | 4×          | Dvorana Golovec, Celje Nézőszám: 100 Játékvezetők: Braseth, Sundet (NOR) |

| 2022. június 28. 18:30 | Csehország | 26–23       | Szlovénia | Dvorana Golovec, Celje Nézőszám: 300 Játékvezetők: El-Saied, El-Saied (EGY) |
| 2022. június 28. 18:30 | Kroftová 7 | (17–13)     | Novak 8   | Dvorana Golovec, Celje Nézőszám: 300 Játékvezetők: El-Saied, El-Saied (EGY) |
| 2022. június 28. 18:30 | 5×         | Jegyzőkönyv | 4× 1×     | Dvorana Golovec, Celje Nézőszám: 300 Játékvezetők: El-Saied, El-Saied (EGY) |

| 2022. június 28. 20:30 | Angola    | 21–33       | Németország | Dvorana Golovec, Celje Nézőszám: 60 Játékvezetők: Paolantoni, García |
| 2022. június 28. 20:30 | Rosario 9 | (10–16)     | Engel 9     | Dvorana Golovec, Celje Nézőszám: 60 Játékvezetők: Paolantoni, García |
| 2022. június 28. 20:30 | 6× 1×     | Jegyzőkönyv | 2× 1×       | Dvorana Golovec, Celje Nézőszám: 60 Játékvezetők: Paolantoni, García |

### 4. csoport
| Hely. | Csapat       | M | Gy | D | V | G+  | G– | Gk  | P | Továbbjutás    |
| ----- | ------------ | - | -- | - | - | --- | -- | --- | - | -------------- |
| 1.    | Magyarország | 3 | 3  | 0 | 0 | 108 | 60 | +48 | 6 | Negyeddöntő    |
| 2.    | Svájc        | 3 | 2  | 0 | 1 | 71  | 84 | −13 | 4 | Negyeddöntő    |
| 3.    | Horvátország | 3 | 1  | 0 | 2 | 62  | 68 | −6  | 2 | 9–12. helyért  |
| 4.    | Egyiptom     | 3 | 0  | 0 | 3 | 60  | 89 | −29 | 0 | 13–16. helyért |

| 2022. június 27. 18:30 | Horvátország | 24–17       | Egyiptom        | Zlatorog Arena, Celje Nézőszám: 100 Játékvezetők: Bolic, Hurich (AUT) |
| 2022. június 27. 18:30 | Zrnić 5      | (14–9)      | három játékos 4 | Zlatorog Arena, Celje Nézőszám: 100 Játékvezetők: Bolic, Hurich (AUT) |
| 2022. június 27. 18:30 | 2×           | Jegyzőkönyv | 1× 1×           | Zlatorog Arena, Celje Nézőszám: 100 Játékvezetők: Bolic, Hurich (AUT) |

| 2022. június 27. 20:30 | Magyarország     | 40–23   | Svájc    | Zlatorog Arena, Celje Nézőszám: 60 Játékvezetők: Covalciuc, Covalciuc (MDA) |
| 2022. június 27. 20:30 | Farkas, Juhász 5 | (20–11) | Schmid 8 | Zlatorog Arena, Celje Nézőszám: 60 Játékvezetők: Covalciuc, Covalciuc (MDA) |
| 2022. június 27. 20:30 | Jegyzőkönyv      |         |          | Zlatorog Arena, Celje Nézőszám: 60 Játékvezetők: Covalciuc, Covalciuc (MDA) |

| 2022. június 28. 18:30 | Horvátország | 17–29       | Magyarország | Zlatorog Arena, Celje Nézőszám: 70 Játékvezetők: Hannes, Hannes (GER) |
| 2022. június 28. 18:30 | Birtić 6     | (8–13)      | Farkas 7     | Zlatorog Arena, Celje Nézőszám: 70 Játékvezetők: Hannes, Hannes (GER) |
| 2022. június 28. 18:30 | 6×           | Jegyzőkönyv | 2× 3×        | Zlatorog Arena, Celje Nézőszám: 70 Játékvezetők: Hannes, Hannes (GER) |

| 2022. június 28. 20:30 | Svájc  | 26–23       | Egyiptom  | Zlatorog Arena, Celje Nézőszám: 30 Játékvezetők: Sosa, Lemes (URU) |
| 2022. június 28. 20:30 | Jund 7 | (15–13)     | Ibrahim 6 | Zlatorog Arena, Celje Nézőszám: 30 Játékvezetők: Sosa, Lemes (URU) |
| 2022. június 28. 20:30 | 2×     | Jegyzőkönyv | 1×        | Zlatorog Arena, Celje Nézőszám: 30 Játékvezetők: Sosa, Lemes (URU) |

## Helyosztók

### A 13–16. helyért
| 2022. június 30. 14:00 | Franciaország | 31–21       | Egyiptom  | Dvorana Golovec, Celje Nézőszám: 50 Játékvezetők: Hannes, Hannes (GER) |
| 2022. június 30. 14:00 | Mlamali 6     | (15–8)      | Ibrahim 6 | Dvorana Golovec, Celje Nézőszám: 50 Játékvezetők: Hannes, Hannes (GER) |
| 2022. június 30. 14:00 | 3× 1×         | Jegyzőkönyv | 1×        | Dvorana Golovec, Celje Nézőszám: 50 Játékvezetők: Hannes, Hannes (GER) |

| 2022. június 30. 16:00 | Tunézia    | 25–28       | Szlovénia | Dvorana Golovec, Celje Nézőszám: 200 Játékvezetők: Correa, Correa (BRA) |
| 2022. június 30. 16:00 | Ouertani 7 | (16–13)     | Žener 7   | Dvorana Golovec, Celje Nézőszám: 200 Játékvezetők: Correa, Correa (BRA) |
| 2022. június 30. 16:00 | 3× 1×      | Jegyzőkönyv | 4× 1×     | Dvorana Golovec, Celje Nézőszám: 200 Játékvezetők: Correa, Correa (BRA) |

### A 9–12. helyért
| 2022. június 30. 14:00 | Japán               | 28–28       | Csehország   | Zlatorog Arena, Celje Nézőszám: 50 Játékvezetők: Balvan, Praštalo (BIH) |
| 2022. június 30. 14:00 | Fujiwara, Yoshino 5 | (17–13)     | Cholevová 10 | Zlatorog Arena, Celje Nézőszám: 50 Játékvezetők: Balvan, Praštalo (BIH) |
| 2022. június 30. 14:00 | 4×                  | Jegyzőkönyv | 4× 2×        | Zlatorog Arena, Celje Nézőszám: 50 Játékvezetők: Balvan, Praštalo (BIH) |
| 2022. június 30. 14:00 | Büntetőpárbaj:      |             |              | Zlatorog Arena, Celje Nézőszám: 50 Játékvezetők: Balvan, Praštalo (BIH) |
| 2022. június 30. 14:00 | 4–2                 |             |              | Zlatorog Arena, Celje Nézőszám: 50 Játékvezetők: Balvan, Praštalo (BIH) |

| 2022. június 30. 16:00 | Montenegró | 24–23       | Horvátország | Zlatorog Arena, Celje Nézőszám: 30 Játékvezetők: Braseth, Sundet (NOR) |
| 2022. június 30. 16:00 | Kadović 12 | (10–13)     | Zrnić 10     | Zlatorog Arena, Celje Nézőszám: 30 Játékvezetők: Braseth, Sundet (NOR) |
| 2022. június 30. 16:00 | 3×         | Jegyzőkönyv | 3× 1×        | Zlatorog Arena, Celje Nézőszám: 30 Játékvezetők: Braseth, Sundet (NOR) |

### Az 5–8. helyért
| 2022. július 1. 18:15 | Angola | 26–21       | Svájc     | Dvorana Golovec, Celje Nézőszám: 50 Játékvezetők: Paolantoni, García (ARG) |
| 2022. július 1. 18:15 | Belo 8 | (11–8)      | Schmid 11 | Dvorana Golovec, Celje Nézőszám: 50 Játékvezetők: Paolantoni, García (ARG) |
| 2022. július 1. 18:15 | 7×     | Jegyzőkönyv | 2×        | Dvorana Golovec, Celje Nézőszám: 50 Játékvezetők: Paolantoni, García (ARG) |

| 2022. július 1. 20:30 | Németország | 27–38       | Dánia     | Dvorana Golovec, Celje Nézőszám: 150 Játékvezetők: El-Saied, El-Saied (EGY) |
| 2022. július 1. 20:30 | Heider 6    | (13–20)     | Poulsen 8 | Dvorana Golovec, Celje Nézőszám: 150 Játékvezetők: El-Saied, El-Saied (EGY) |
| 2022. július 1. 20:30 | 2×          | Jegyzőkönyv | 3×        | Dvorana Golovec, Celje Nézőszám: 150 Játékvezetők: El-Saied, El-Saied (EGY) |

### A 15. helyért
| 2022. július 1. 14:30 | Tunézia       | 26–28       | Egyiptom | Dvorana Tri lilije, Laško Nézőszám: 30 Játékvezetők: Gasmi, Gasmi (FRA) |
| 2022. július 1. 14:30 | Ben Hassine 6 | (13–17)     | Seoudy 9 | Dvorana Tri lilije, Laško Nézőszám: 30 Játékvezetők: Gasmi, Gasmi (FRA) |
| 2022. július 1. 14:30 | 1×            | Jegyzőkönyv | 1×       | Dvorana Tri lilije, Laško Nézőszám: 30 Játékvezetők: Gasmi, Gasmi (FRA) |

### A 13. helyért
| 2022. július 1. 16:00 | Szlovénia | 16–31       | Franciaország | Zlatorog Arena, Celje Nézőszám: 100 Játékvezetők: Budzák, Záhradník (SVK) |
| 2022. július 1. 16:00 | Novak 5   | (7–16)      | Bouktit 8     | Zlatorog Arena, Celje Nézőszám: 100 Játékvezetők: Budzák, Záhradník (SVK) |
| 2022. július 1. 16:00 | 4×        | Jegyzőkönyv | 2×            | Zlatorog Arena, Celje Nézőszám: 100 Játékvezetők: Budzák, Záhradník (SVK) |

### A 11. helyért
| 2022. július 1. 16:00 | Csehország   | 25–23       | Horvátország    | Dvorana Golovec, Celje Nézőszám: 50 Játékvezetők: Mahmoud, El-Beltagy (EGY) |
| 2022. július 1. 16:00 | Cholevová 12 | (10–8)      | Krezo, Vuljak 5 | Dvorana Golovec, Celje Nézőszám: 50 Játékvezetők: Mahmoud, El-Beltagy (EGY) |
| 2022. július 1. 16:00 | 6×           | Jegyzőkönyv | 4×              | Dvorana Golovec, Celje Nézőszám: 50 Játékvezetők: Mahmoud, El-Beltagy (EGY) |

### A 9. helyért
| 2022. július 1. 14:00 | Japán       | 35–27       | Montenegró | Zlatorog Arena, Celje Nézőszám: 80 Játékvezetők: Covalciuc, Covalciuc (MDA) |
| 2022. július 1. 14:00 | Ishikawa 11 | (18–12)     | Kadović 5  | Zlatorog Arena, Celje Nézőszám: 80 Játékvezetők: Covalciuc, Covalciuc (MDA) |
| 2022. július 1. 14:00 | 1×          | Jegyzőkönyv | 3× 1×      | Zlatorog Arena, Celje Nézőszám: 80 Játékvezetők: Covalciuc, Covalciuc (MDA) |

### A 7. helyért
| 2022. július 3. 10:30 | Svájc     | 27–29       | Németország | Zlatorog Arena, Celje Nézőszám: 50 Játékvezetők: Covalciuc, Covalciuc (MDA) |
| 2022. július 3. 10:30 | Schmid 10 | (11–17)     | Engel 8     | Zlatorog Arena, Celje Nézőszám: 50 Játékvezetők: Covalciuc, Covalciuc (MDA) |
| 2022. július 3. 10:30 | 1× 1×     | Jegyzőkönyv | 2× 1×       | Zlatorog Arena, Celje Nézőszám: 50 Játékvezetők: Covalciuc, Covalciuc (MDA) |

### Az 5. helyért
| 2022. július 3. 12:45 | Angola    | 21–23       | Dánia   | Zlatorog Arena, Celje Nézőszám: 150 Játékvezetők: Hannes, Hannes (GER) |
| 2022. július 3. 12:45 | Pascoal 8 | (11–12)     | Skott 8 | Zlatorog Arena, Celje Nézőszám: 150 Játékvezetők: Hannes, Hannes (GER) |
| 2022. július 3. 12:45 | 8×        | Jegyzőkönyv | 1× 1×   | Zlatorog Arena, Celje Nézőszám: 150 Játékvezetők: Hannes, Hannes (GER) |

## Egyenes kieséses szakasz

### Ágrajz
|  |              |              |              |              |    |            |            |           |               |               |               |       |       |
|  | Negyeddöntők | Negyeddöntők | Negyeddöntők |              |    | Elődöntők  | Elődöntők  | Elődöntők |               |               | Döntő         | Döntő | Döntő |
|  | Negyeddöntők | Negyeddöntők | Negyeddöntők |              |    | Elődöntők  | Elődöntők  | Elődöntők |               |               | Döntő         | Döntő | Döntő |
|  | június 30.   |              |              |              |    |            |            |           |               |               |               |       |       |
|  |              |              |              |              |    |            |            |           |               |               |               |       |       |
|  | I/1.         | Hollandia    | 29           |              |    |            |            |           |               |               |               |       |       |
|  | I/1.         | Hollandia    | 29           | július 1.    |    |            |            |           |               |               |               |       |       |
|  | III/2.       | Angola       | 21           |              |    |            |            |           |               |               |               |       |       |
|  | III/2.       | Angola       | 21           |              |    | Hollandia  | Hollandia  | 23        |               |               |               |       |       |
|  | június 30.   |              |              |              |    | Hollandia  | Hollandia  | 23        |               |               |               |       |       |
|  |              |              | Norvégia     | Norvégia     | 32 |            |            |           |               |               |               |       |       |
|  | II/1.        | Norvégia     | Norvégia     | Norvégia     | 32 | 37         |            |           |               |               |               |       |       |
|  | II/1.        | Norvégia     |              |              |    | 37         | július 3.  |           |               |               |               |       |       |
|  | IV/2.        | Svájc        | 20           |              |    |            |            |           |               |               |               |       |       |
|  | IV/2.        | Svájc        | 20           |              |    | Norvégia   | Norvégia   | 31        |               |               |               |       |       |
|  | június 30.   |              |              |              |    | Norvégia   | Norvégia   | 31        |               |               |               |       |       |
|  |              |              | Magyarország | Magyarország | 29 |            |            |           |               |               |               |       |       |
|  | III/1.       | Németország  | Magyarország | Magyarország | 29 | 24         |            |           |               |               |               |       |       |
|  | III/1.       | Németország  | július 1.    |              |    | 24         |            |           |               |               |               |       |       |
|  | I/2.         | Svédország   | 36           |              |    |            |            |           |               |               |               |       |       |
|  | I/2.         | Svédország   | 36           |              |    | Svédország | Svédország | 25        | Bronzmérkőzés | Bronzmérkőzés | Bronzmérkőzés |       |       |
|  | június 30.   |              |              |              |    | Svédország | Svédország | 25        | Bronzmérkőzés | Bronzmérkőzés | Bronzmérkőzés |       |       |
|  |              |              | Magyarország | Magyarország | 33 |            |            | július 3. | július 3.     | július 3.     |               |       |       |
|  | IV/1.        | Magyarország | Magyarország | Magyarország | 33 | 30         |            | július 3. | július 3.     | július 3.     |               |       |       |
|  | IV/1.        | Magyarország |              |              |    |            |            | Hollandia | Hollandia     | 31            |               |       |       |
|  | II/2.        | Dánia        | 26           |              |    |            |            | Hollandia | Hollandia     | 31            |               |       |       |
|  | II/2.        | Dánia        | 26           |              |    | Svédország | Svédország | 20        |               |               |               |       |       |
|  |              |              |              |              |    | Svédország | Svédország | 20        |               |               |               |       |       |

### Negyeddöntők
| 2022. június 30. 18:15 | Hollandia  | 29–21       | Angola          | Zlatorog Arena, Celje Nézőszám: 50 Játékvezetők: Bolic, Hurich (AUT) |
| 2022. június 30. 18:15 | Molenaar 9 | (17–9)      | Belo, Pascoal 4 | Zlatorog Arena, Celje Nézőszám: 50 Játékvezetők: Bolic, Hurich (AUT) |
| 2022. június 30. 18:15 | 1× 2×      | Jegyzőkönyv | 6× 2× 1×        | Zlatorog Arena, Celje Nézőszám: 50 Játékvezetők: Bolic, Hurich (AUT) |

| 2022. június 30. 18:15 | Norvégia     | 37–20       | Svájc        | Dvorana Golovec, Celje Nézőszám: 50 Játékvezetők: Lee, Lee (KOR) |
| 2022. június 30. 18:15 | Frei, Gald 6 | (15–9)      | Emmenegger 6 | Dvorana Golovec, Celje Nézőszám: 50 Játékvezetők: Lee, Lee (KOR) |
| 2022. június 30. 18:15 | 2× 1×        | Jegyzőkönyv | 1×           | Dvorana Golovec, Celje Nézőszám: 50 Játékvezetők: Lee, Lee (KOR) |

| 2022. június 30. 20:30 | Németország | 24–36       | Svédország  | Zlatorog Arena, Celje Nézőszám: 70 Játékvezetők: Sosa, Lemes (URU) |
| 2022. június 30. 20:30 | Hampel 6    | (11–21)     | Petersson 9 | Zlatorog Arena, Celje Nézőszám: 70 Játékvezetők: Sosa, Lemes (URU) |
| 2022. június 30. 20:30 | 1×          | Jegyzőkönyv | 4×          | Zlatorog Arena, Celje Nézőszám: 70 Játékvezetők: Sosa, Lemes (URU) |

| 2022. június 30. 20:30 | Magyarország | 30–26       | Dánia          | Dvorana Golovec, Celje Nézőszám: 200 Játékvezetők: Gasmi, Gasmi (FRA) |
| 2022. június 30. 20:30 | Kajdon 7     | (11–12)     | négy játékos 4 | Dvorana Golovec, Celje Nézőszám: 200 Játékvezetők: Gasmi, Gasmi (FRA) |
| 2022. június 30. 20:30 | 3× 2×        | Jegyzőkönyv | 1×             | Dvorana Golovec, Celje Nézőszám: 200 Játékvezetők: Gasmi, Gasmi (FRA) |

### Elődöntők
| 2022. július 1. 18:15 | Hollandia  | 23–32       | Norvégia          | Zlatorog Arena, Celje Nézőszám: 150 Játékvezetők: Sekulić, Jovandić (SRB) |
| 2022. július 1. 18:15 | Molenaar 7 | (14–14)     | Andersen, Nypan 6 | Zlatorog Arena, Celje Nézőszám: 150 Játékvezetők: Sekulić, Jovandić (SRB) |
| 2022. július 1. 18:15 | 1× 2×      | Jegyzőkönyv | 1× 1×             | Zlatorog Arena, Celje Nézőszám: 150 Játékvezetők: Sekulić, Jovandić (SRB) |

| 2022. július 1. 20:30 | Svédország | 25–33       | Magyarország | Zlatorog Arena, Celje Nézőszám: 250 Játékvezetők: Konjičanin, Konjičanin (BIH) |
| 2022. július 1. 20:30 | Axnér 6    | (14–15)     | Farkas 11    | Zlatorog Arena, Celje Nézőszám: 250 Játékvezetők: Konjičanin, Konjičanin (BIH) |
| 2022. július 1. 20:30 | 2× 1×      | Jegyzőkönyv | 3× 2×        | Zlatorog Arena, Celje Nézőszám: 250 Játékvezetők: Konjičanin, Konjičanin (BIH) |

### Bronzmérkőzés
| 2022. július 3. 15:00 | Hollandia  | 31–20       | Svédország  | Zlatorog Arena, Celje Nézőszám: 250 Játékvezetők: El-Saied, El-Saied (EGY) |
| 2022. július 3. 15:00 | Molenaar 8 | (16–12)     | Petersson 5 | Zlatorog Arena, Celje Nézőszám: 250 Játékvezetők: El-Saied, El-Saied (EGY) |
| 2022. július 3. 15:00 | 2× 1×      | Jegyzőkönyv | 2× 1×       | Zlatorog Arena, Celje Nézőszám: 250 Játékvezetők: El-Saied, El-Saied (EGY) |

### Döntő
| 2022. július 3. 17:30 | Norvégia   | 31–29       | Magyarország | Zlatorog Arena, Celje Nézőszám: 1000 Játékvezetők: Paolantoni, García (ARG) |
| 2022. július 3. 17:30 | Andersen 7 | (17–15)     | Kajdon 8     | Zlatorog Arena, Celje Nézőszám: 1000 Játékvezetők: Paolantoni, García (ARG) |
| 2022. július 3. 17:30 | 5× 1×      | Jegyzőkönyv | 2×           | Zlatorog Arena, Celje Nézőszám: 1000 Játékvezetők: Paolantoni, García (ARG) |

| A 2022-es junior női kézilabda-világbajnokság győztese |
| ------------------------------------------------------ |
| · Norvégia · 2. cím                                    |

## Végeredmény
| Helyezés  | Csapat           |
| --------- | ---------------- |
| Aranyérem | Norvégia         |
| Ezüstérem | Magyarország     |
| Bronzérem | Hollandia        |
| 4.        | Svédország       |
| 5.        | Dánia            |
| 6.        | Angola           |
| 7.        | Németország      |
| 8.        | Svájc            |
| 9.        | Japán            |
| 10.       | Montenegró       |
| 11.       | Csehország       |
| 12.       | Horvátország     |
| 13.       | Franciaország    |
| 14.       | Szlovénia        |
| 15.       | Egyiptom         |
| 16.       | Tunézia          |
| 17.       | Lengyelország    |
| 18.       | Románia          |
| 19.       | Dél-Korea        |
| 20.       | Szlovákia        |
| 21.       | Litvánia         |
| 22.       | Brazília         |
| 23.       | Guinea           |
| 24.       | Ausztria         |
| 25.       | Argentína        |
| 26.       | India            |
| 27.       | Chile            |
| 28.       | Kazahsztán       |
| 29.       | Olaszország      |
| 30.       | Irán             |
| 31.       | Egyesült Államok |
| 32.       | Mexikó           |

## Díjak
Az All-Star csapatot 2022. július 3-án, a döntő után hirdették ki.

### All-Star csapat
| Poszt      | Játékos                          |
| ---------- | -------------------------------- |
| Kapus      | June Cecilie Krogh (NOR)         |
| Jobbszélső | Clara Petersson (SWE)            |
| Jobbátlövő | Sora Ishikawa (JPN)              |
| Irányító   | Kajdon Blanka (HUN)              |
| Balátlövő  | Martine Karigstad Andersen (NOR) |
| Balszélső  | Roos Daleman (NED)               |
| Beálló     | Kaja Røhne (NOR)                 |

### Egyéni díjak
| Díj                     | Játékos                                                 |
| ----------------------- | ------------------------------------------------------- |
| A legértékesebb játékos | Kim Molenaar (NED)                                      |
| Gólkirálynő             | Charlotte Cholevová (CZE) (62 gól) · Kim Molenaar (NED) |